# (48) Дорида
(48) Дори́да (лат. Doris) — тёмный астероид главного пояса, который принадлежит к тёмному спектральному классу C. Он был открыт 19 сентября 1857 года немецким астрономом Германом Гольдшмидтом с помощью 4-дюймового телескопа, расположенного на шестом этаже его квартиры в Латинском квартале Парижа и назван в честь нимфы Дориды, дочери титана Океана и Тефиды согласно древнегреческой мифологии.

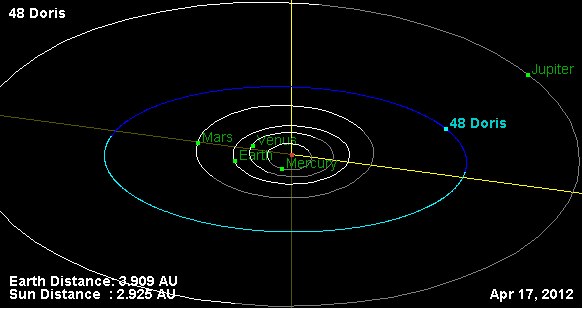
Орбита астероида Дорида и его положение в Солнечной системе

Покрытия звёзд астероидом наблюдалось дважды. В первый раз 19 марта 1981 года, когда по результатам наблюдений был определён диаметр астероида как 219±25 км, а второй раз 14 октября 1999 года, тогда методом хорд удалось определить эллипсоидную форму астероида, а его размер оценили в 278 × 142 км.
Как предполагается, в июне 2132 года Дорида пройдёт всего 0,019 а. е. (2,85 млн км) от астероида (2) Паллада.